# ال‌ا ماو (۰۲)
ال‌ا ماو (۰۲) (به انگلیسی: LÉ Maev (02)) یک کشتی است که طول آن ۲۰۵ فوت (۶۲ متر) می‌باشد.